# Antonio Parano
Antonino Parano (Roma, 31 ottobre 1904 – 13 giugno 1952) è stato un ingegnere italiano, che durante la seconda guerra mondiale progettò, insieme all'ingegner Giuseppe Panzeri, i caccia da assalto Breda Ba.64, Ba.65 Nibbio, e Ba.88 Lince prodotti dalla Società Italiana Ernesto Breda per Costruzioni Meccaniche di Bresso.

## Biografia

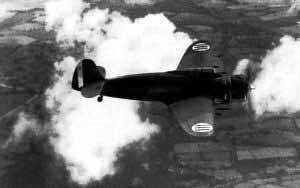
Un caccia Breda Ba.65 Nibbio in volo.

Nacque a Roma il 31 ottobre 1904. Si laureò in ingegneria civile il 27 dicembre 1926, conseguendo la specializzazione in ingegneria aeronautica il 21 dicembre 1927. Andò a lavorare presso la ditta Breda di Milano, dove il suo primo incarico fu quello di assistente degli ingegneri generali Gaetano Arturo Crocco e Giulio Costanzi nella progettazione del bombardiere pesante Breda CC.20. Assunto in pianta stabile alla Breda, in seguito alla specifica per un aereo da assalto emessa su specifica richiesta del tenente colonnello Amedeo Mecozzi, fu incaricato di progettare un nuovo velivolo. Insieme all'ingegnere Giuseppe Panzeri realizzò il monomotore monoplano Breda Ba.64, dotato di propulsore Alfa Romeo AR.125 RC.35 da 650 CV. Nel prima metà del 1935 la Direzione Generale Costruzioni Aeronautiche (DGCA) richiese uno sviluppo del Ba.64, adatta alla nuova specifica relativa ad un caccia da combattimento, e l'anno successivo i due ingegneri, coadiuvati da Mario Pittoni, progettarono il Breda Ba.65 Nibbio che volò per la prima volta nel giugno 1935 nelle mani dell'ingegnere Ambrogio Colombo.
Quando la DGCA richiese un caccia pesante (noto anche come "caccia da combattimento"), nuovamente insieme a Parani e Pittoni progetto e realizzò il bimotore Breda Ba.88 Lince, che volò per la prima volta il 20 ottobre 1936 nelle mani del collaudatore Furio Niclot Doglio. A causa del fallimento di questo aereo, la direzione dell'ufficio tecnico fu assunta da Mario Pittoni, con la collaborazione di Vittorio Calderini, passando poi all'inizio del 1942 all'ingegnere Filippo Zappata. Non svolse più alcune attività in campo aeronautico e si spense improvvisamente il 13 giugno 1952.

### Fonti
1. 1 2 3 4 5  Ali nella Gloria n.41, agosto-settembre 2019, p. 50.
2. ↑  Ali nella Gloria n.41, agosto-settembre 2019, p. 51.
3. ↑  Ali nella Gloria n.41, agosto-settembre 2019, p. 53.
4. 1 2  Ali nella Gloria n.41, agosto-settembre 2019, p. 55.